# یواس‌اس اوماها (۱۸۶۹)
یواس‌اس اوماها (۱۸۶۹) (به انگلیسی: USS Omaha (1869)) یک کشتی بود که طول آن ۲۵۰ فوت ۶ اینچ (۷۶٫۳۵ متر) بود. این کشتی در سال ۱۸۶۹ ساخته شد.